# یان فلمینگ (شیمیدان)
یان فلمینگ (انگلیسی: Ian Fleming؛ زادهٔ ۱ ژانویهٔ ۱۹۳۵) یک شیمی‌دان، و استاد دانشگاه اهل بریتانیا است.اکسیداسیون فلمینگ–تاما او در شیمی آلی نخستین بار در دهه ۱۹۸۰ توسط تیم تحقیقاتی تاما او و فلمینگ کشف شد.
وی همچنین برندهٔ جوایزی همچون همکار انجمن سلطنتی شده است.